# Борцово (Новосибирская область)
Борцо́во — село в Тогучинском районе Новосибирской области. Административный центр Борцовского сельсовета.

## География
Площадь села — 94 гектара.

## Население
| 2002 | 2007 | 2010 |
| ---- | ---- | ---- |
| 847  | ↗941 | ↘776 |

## Улицы
| - ул. Горская, - ул. Зелёная, - ул. Кирпичная, | - ул. Пензенская, - ул. Садовая, - ул. Центральная. |

## Инфраструктура
В селе по данным на 2007 год функционируют 1 учреждение здравоохранения и 2 учреждения образования.